# 湖南春天百货有限公司
长沙春天百货全称为“湖南春天百货有限公司”，属湖南友谊阿波罗股份有限公司控股的百货公司，前身为“友谊百货”，2003年更名为“春天百货”。公司地处湖南省长沙市湘江河东地区黄兴路和五一路交汇处的五一广场西南角，紧邻黄兴南路步行商业街，现有营业面积2.2万平方米，以百货零售经营为主。